# Melanthia leucansis
Melanthia leucansis är en fjärilsart som beskrevs av Louis Beethoven Prout 1939. Melanthia leucansis ingår i släktet Melanthia och familjen mätare. Inga underarter finns listade i Catalogue of Life.